# قلعه یاناگاوا

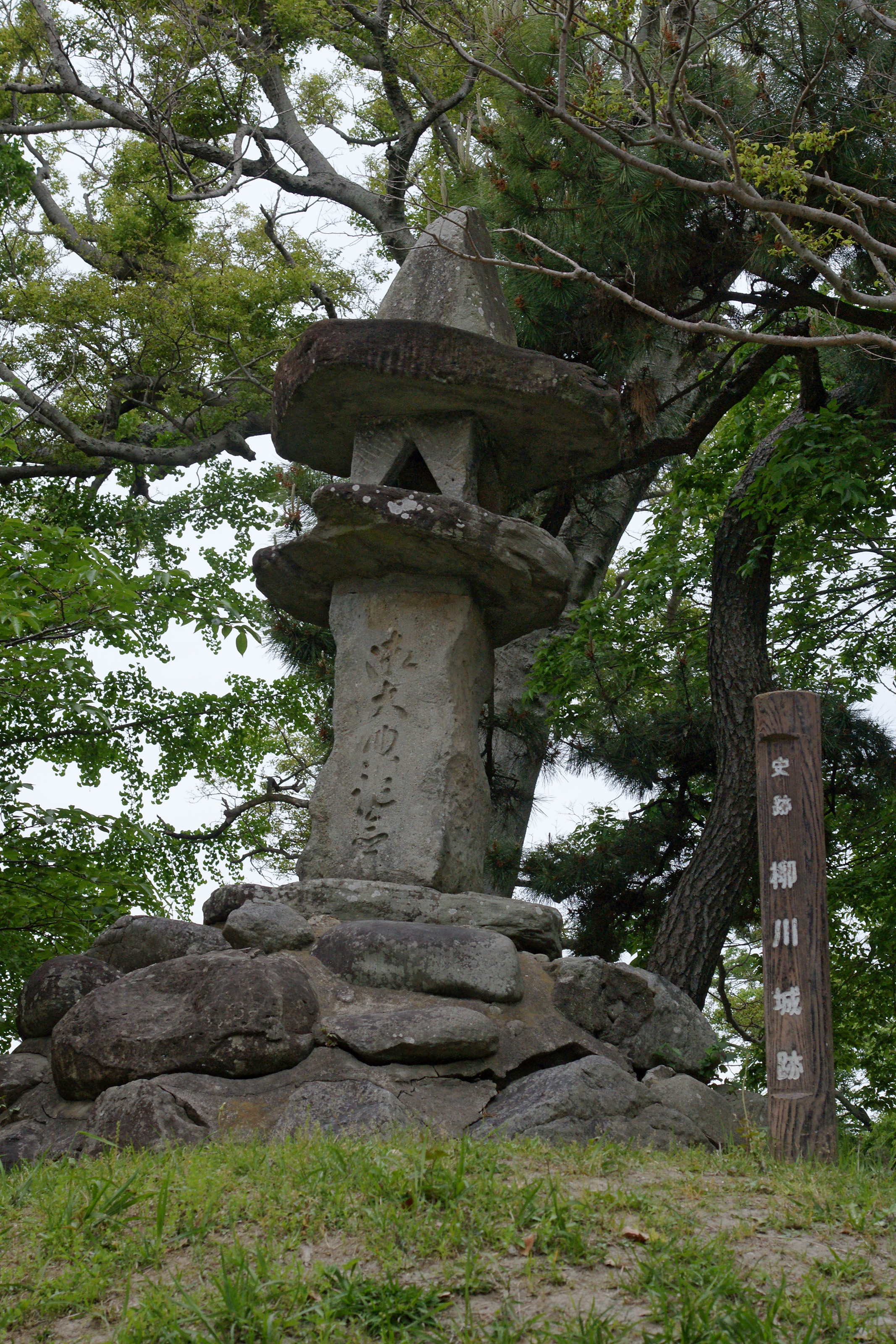

قلعه یاناگاوا (به ژاپنی: 柳川城  やながわじょう)، یک قلعه ژاپنی بود که  امروزه در استان فوکوئوکا شهر یاناگاوا، فوکوئوکا در ژاپن واقع شده بود. 